# Eva Nylander
För bibliotekarien och forskaren, se Eva Nilsson Nylander (född 1954)
Eva Lilian Marianne Nylander, ogift Svanfeldt, född 14 juni 1951 i Norrköpings Östra Eneby församling i Östergötlands län, är en svensk klinisk fysiolog.
Nylander blev medicine doktor vid Linköpings universitet 1981 på avhandlingen Intrinsic heart rate: investigations in training-induced bradycardia in rats and humans. Hon är överläkare och professor i klinisk fysiologi med inriktning kardiovaskulär medicin vid Linköpings universitet.
Hon var från 1976 gift med Göran Nylander (1950–2024).